# انتخابات ریاست‌جمهوری ایالات متحده آمریکا (۱۹۴۰)
انتخابات ریاست‌جمهوری آمریکا در سال ۱۹۴۰ (به انگلیسی: United States presidential election of 1940) سی و نهمین انتخابات چهار سالهٔ ریاست جمهوری ایالات متحده بود که در روز ۵ نوامبر ۱۹۴۰ برگزار شد. رئیس جمهور وقت، فرانکلین روزولت، نامزد حزب دموکرات، برای سومین بار به مقام ریاست جمهوری رسید و هنری والاس هم معاون رئیس جمهور شد.